# Sfintere uretrale
Il sistema sfinterale uretrale è la struttura muscolare che funge da sfintere dell'uretra. La sua funzione è quella di controllare l'emissione di urina dalla vescica.

## Anatomia
È costituito da fibrocellule muscolari lisce e striate ed è formato da due differenti gruppi muscolari:
- il muscolo sfintere interno dell'uretra, collocato subito inferiormente alla vescica, è la continuazione del muscolo detrusore; essendo costituito esclusivamente da muscolo liscio non è sottoposto al controllo volontario;
- il muscolo sfintere esterno dell'uretra assume una posizione diversa a seconda del genere ed essendo costituito da muscolo striato il suo controllo è volontario; nella femmina si trova immediatamente sotto allo sfintere interno, mentre nel maschio è sottostante alla prostata, che si viene a trovare quindi compresa tra i due gruppi muscolari.

## Differenze tra i sessi
Nei maschi e nelle femmine, gli sfinteri uretrali interni ed esterni inibiscono il rilascio di urina. Nei maschi, il muscolo sfintere interno dell'uretra funziona per prevenire il reflusso dei liquidi seminali nella vescica maschile durante l'eiaculazione. Le femmine hanno un muscolo sfintere esterno più elaborato rispetto ai maschi. Si possono individuare tre parti: l'uretra dello sfintere, il muscolo uretrovaginale e l'uretra del compressore. Le fibre muscolari uretraciniche avvolgono la vagina e l'uretra. La loro contrazione porta alla costrizione della vagina e dell'uretra. Il muscolo uretrale del compressore origina dal ramo pubico inferiore destro e sinistro e si avvolge anteriormente intorno all'uretraː quando si contrae spinge l'uretra contro la vagina. L'uretra esterna, come nei maschi, si avvolge esclusivamente intorno all'uretra. Le anomalie congenite dell'uretra femminile possono essere riparate chirurgicamente con l'uretroplastica.